# Eremosynaceae
Eremosynaceae é o nome botânico de uma família de plantas dicotiledóneas. A família é composta por uma única espécie, Eremosyne pectinata.
São plantas de porte herbáceo, anuais, andémicas do Oeste da Austrália.
A classificação filogenética situa a família na base das euasterídeas II.
O APWebsite [7 dez 2006] inclui esta espécie na família Escalloniaceae.